# Guillermo Lasso
Guillermo Alberto Santiago Lasso Mendoza (sinh ngày 16 tháng 11 năm 1955) là một doanh nhân và chính trị gia người Ecuador, từng là tổng thống của Ecuador từ năm 2021 đến năm 2023.  Ông là ứng cử viên trong cuộc tổng tuyển cử năm 2021, chiến thắng Andrés Arauz. Trước đó, ông từng tranh cử tổng thống trong cuộc bầu cử năm 2013 và thua đối thủ là tổng thống đương nhiệm Rafael Correa,  và 2017 với đối thủ là Phó Tổng thống Lenín Moreno trong cuộc bầu cử năm 2017, ông đã thua cuộc với tỷ lệ sát sao. Vào năm 2021, ông tiếp tục chiến dịch tranh cử thứ 3 . Ông đã chiến thắng cuộc tổng tuyển cử với tỷ lệ phiếu 52,4%.
Ông từng giữ chức Bộ trưởng Bộ Kinh tế trong thời gian ngắn dưới nhiệm kỳ Tổng thống Jamil Mahuad từ ngày 17 tháng 5 đến ngày 24 tháng 9 năm 1999. Trước đó, ông từng là Thống đốc Guayas từ năm 1998 đến năm 1999. Ngoài sự nghiệp chính trị, Lasso còn là một chủ ngân hàng và trước đây từng là Giám đốc điều hành của Banco Guayaquil.

## Đầu đời
Lasso sinh ra ở khu phố Orellana của Guayaquil trong một gia đình trung lưu. Cha mẹ ông là Enrique Lasso Alvarado và Nora Mendoza. Lasso có mười anh chị em và gia đình ông sống trong cảnh khó khăn về tài chính. Ở tuổi 15, Lasso phải làm việc để kiếm đủ tiền trả học phí tú tài tại trường trung học Colegio La Salle. Sau khi tốt nghiệp trung học, ông vào Đại học Công giáo Giáo hoàng Ecuador ở Quito để học kinh tế nhưng rời đi mà không có bằng cấp.
Năm 1970, Lasso bắt đầu làm việc bán thời gian tại Sở giao dịch chứng khoán Guayaquil và sau đó làm trợ lý cơ quan thu nợ tại Casa Möeller Martínez. Năm 1972, ông bắt đầu làm việc tại công ty tài chính Cofiec và sau đó là Finansa ở Quito. Công ty đầu tiên của ông là Constructora Alfa y Omega, được thành lập cùng với anh trai là Enrique Lasso vào năm 1978, khi ông 23 tuổi.

## Sự nghiệp
Trong những năm 1990, Lasso được bổ nhiệm làm người đứng đầu hoạt động tại Ecuador cho Coca-Cola, sau sự phá sản tại địa phương của công ty ở khu vực đó. Với vai trò này, Lasso được giao nhiệm vụ tái cấu trúc công ty và đưa nó trở lại tình trạng tài chính lành mạnh. Kể từ đó, ông đã ngồi trong hội đồng quản trị của cả Coca-Cola và Mavesa, đồng thời cũng từng là chủ tịch hội đồng quản trị của Ủy ban Giao thông Guayas cũng như là thành viên Hội đồng quản trị của Tập đoàn Phát triển Andean.
Năm 1998, Lasso được bổ nhiệm làm Thống đốc Guayas, trong thời gian đó chính phủ quốc gia tiến hành tư nhân hóa hàng loạt các công ty đại chúng và các ngành công nghiệp.
Ecuador đã trải qua một cuộc suy thoái kinh tế vào năm 1999, sau đó Lasso tạm thời được bổ nhiệm vào vị trí Bộ trưởng Kinh tế mới được thành lập, thay thế Ana Lucía Armijos đã từ chức. Với tư cách là bộ trưởng tài chính, ông phục vụ dưới thời Tổng thống Jamil Mahuad và tiếp quản các cuộc đàm phán với Quỹ Tiền tệ Quốc tế để được hỗ trợ kinh tế. Ông cũng được giao nhiệm vụ điều phối chính sách của chính phủ để đối phó với cuộc khủng hoảng kinh tế của đất nước.
Vào tháng 1 năm 2003, Tổng thống Lucio Gutiérrez đã bổ nhiệm Lasso làm Đại sứ lưu động của Ecuador, một vị trí vừa được thành lập. Anh ấy sẽ phục vụ ở vị trí này cho đến khi nó bị giải thể vài tháng sau đó vào tháng 4 năm đó. Để chuẩn bị cho chiến dịch tranh cử tổng thống đầu tiên của mình, Lasso đã thành lập đảng trung hữu Tạo Cơ hội vạch ra nhiều chính sách chống lại chính quyền Rafael Correa.

## Các chiến dịch tranh cử đầu tiên
Xem thêm thông tin: Tổng tuyển cử Ecuador 2013 và Tổng tuyển cử Ecuador 2017
Trong cuộc tổng tuyển cử năm 2013, ông là ứng cử viên tổng thống của đảng Tạo Cơ hội. Ông đứng ở vị trí thứ hai với 22,68% số phiếu bầu hợp lệ, thua Tổng thống đương nhiệm Rafael Correa, người nhận được số phiếu bầu nhiều hơn gấp đôi (57,17%).

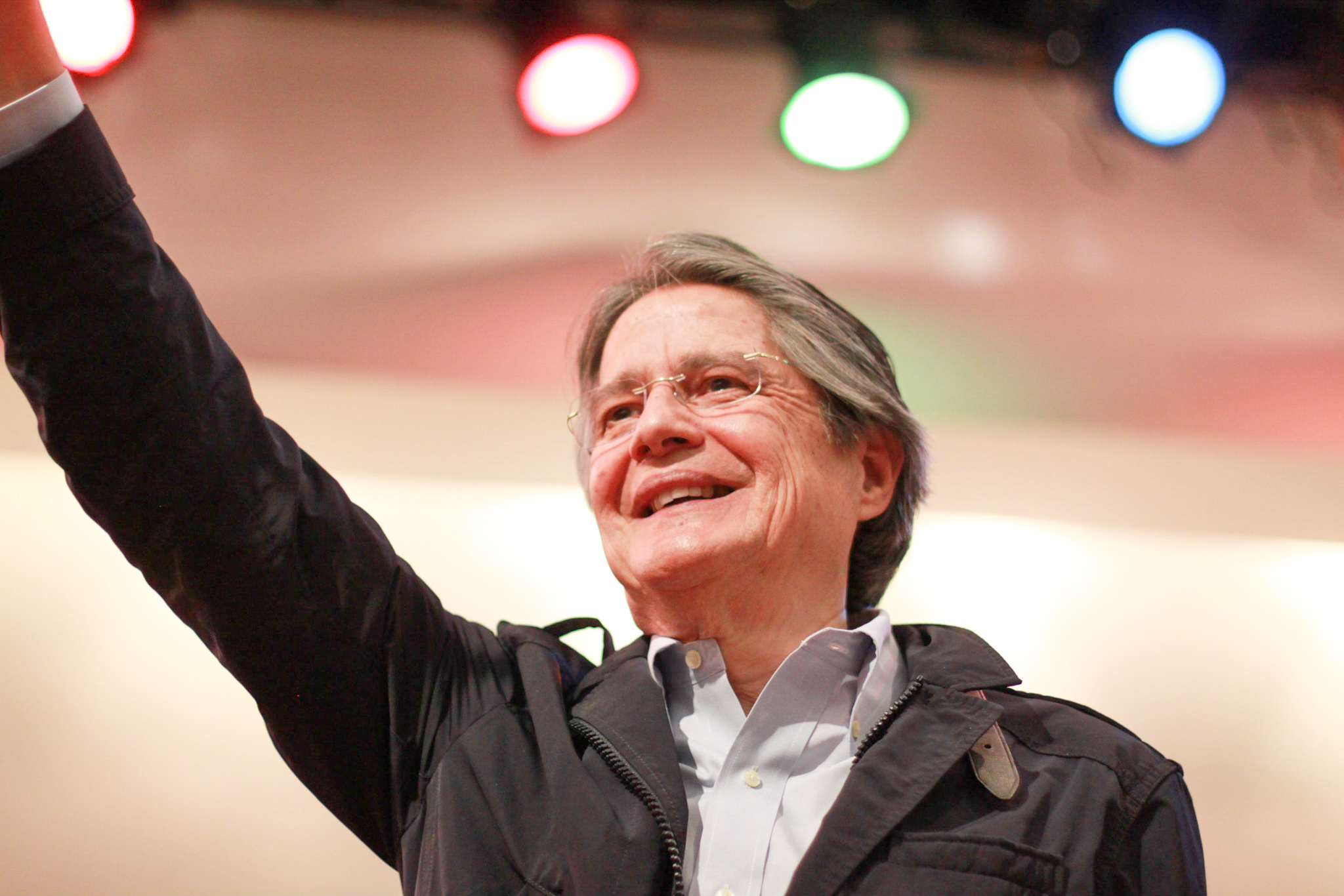
Lasso năm 2017

Vào đầu năm 2017, Lasso đã phát động chiến dịch tranh cử tổng thống thứ hai của mình để kế nhiệm Tổng thống đương nhiệm Correa cho đảng Bảo thủ Tạo Cơ hội trong cuộc bầu cử tổng thống năm 2017. Chủ đề chiến dịch tranh cử của ông là "sự thay đổi" và ông cam kết tạo ra một triệu việc làm ở Ecuador. Lasso nhận được 48,84% và thua Lenín Moreno. Sau kết quả, Lasso cáo buộc các đối thủ của mình gian lận bầu cử và gọi chính quyền sắp tới là "bất hợp pháp".
Vào tháng 2 năm 2017, Lasso nói với The Guardian rằng nếu thắng cử tổng thống, ông sẽ "thân mật yêu cầu" Julian Assange, người sáng lập WikiLeaks, rời Đại sứ quán Ecuador ở London trong vòng 30 ngày.

## Tổng tuyển cử 2021
Lasso lại ra tranh cử trong cuộc tổng tuyển cử năm 2021. Anh ấy đã chỉ định bác sĩ phẫu thuật thần kinh Alfredo Borrero làm người tranh cử của mình vào tháng 10 năm 2020. Ở vòng đầu tiên, Lasso kém một chút so với nhà hoạt động vì quyền của người bản địa Yaku Pérez Guartambel nhưng cuối cùng đã giành được đủ số phiếu bầu để đảm bảo vị trí thứ hai trong gang tấc.
Sau khi cán đích ở vị trí thứ hai ở vòng đầu tiên, Lasso phải đối mặt với đồng minh của nhà xã hội chủ nghĩa và Rafael Correa là Andrés Arauz. Arauz được coi là ứng cử viên hàng đầu cho chức vụ tổng thống và là "ứng cử viên được lựa chọn cẩn thận" của cựu tổng thống Correa. Trong cuộc thăm dò trước trận đấu, Arauz đang dẫn trước Lasso với một kết quả cho thấy Arauz chắc chắn 82% sẽ đánh bại Lasso. Lasso đã đánh bại Arauz vào ngày 11 tháng 4 trong cuộc bầu cử vòng hai, với nhiều hãng tin ghi nhận sự thay đổi bảo thủ trong cử tri Ecuador. Lasso giành được 52,4% phiếu bầu, trong khi Arauz giành được 47,6%. Chiến thắng của ông cũng được coi là chiến thắng của những người ủng hộ thị trường tự do trong nước. Một số hãng tin mô tả chiến thắng của Lasso là một chiến thắng khó chịu.
Sau chiến thắng của ông, Tổng thống Uruguay Luis Lacalle Pou đã trở thành nhà lãnh đạo quốc gia đầu tiên chúc mừng Lasso và mong rằng cả Uruguay và Ecuador sẽ "làm việc cùng nhau" khi ông nhậm chức. Tổng thống Sebastián Piñera, Tổng thống Iván Duque Márquez và Tổng thống Mario Abdo Benítez cũng chúc mừng Lasso. Các cựu tổng thống Mauricio Macri và Felipe Calderón tin rằng chiến thắng của Lasso sẽ có lợi cho Ecuador và Mỹ Latinh. Trong một tuyên bố do Nhà Trắng đưa ra, Tổng thống Joe Biden đã chúc mừng Lasso và các cử tri Ecuador vì đã "chứng minh sức mạnh của sự tham gia chính trị một cách hòa bình và toàn diện cũng như đề cao các lý tưởng dân chủ"

## Tổng thống(2021–nay)

### Chuyển giao chính quyền
Sau chiến thắng trong cuộc bầu cử của ông, trái phiếu của Ecuador tăng vọt khiến nhiều người tin rằng dưới chính quyền của Lasso, nước này sẽ ủng hộ Quỹ Tiền tệ Quốc tế (IMF). Lasso tuyên bố sẽ duy trì thỏa thuận tài trợ 6,5 tỷ đô la với IMF và tiếp tục thanh toán trái phiếu nước ngoài của Ecuador. Lasso cũng lưu ý rằng chính quyền của ông sẽ tập trung vào hợp tác với Hoa Kỳ, Chile, Brazil và Colombia trong khi tránh xa Cuba và Venezuela.
Giải quyết cuộc khủng hoảng của Tổng thống Venezuela, Lasso đã mời Tổng thống đang tranh chấp Juan Guaidó đến dự lễ nhậm chức của mình thay cho Tổng thống Nicolás Maduro. Lasso cũng tuyên bố sẽ tìm cách hợp thức hóa tình trạng của hơn 400.000 người di cư Venezuela đang sống ở Ecuador. Trong khi thảo luận về vấn đề di cư với Tổng thống Colombia Iván Duque Marquez, Lasso cho biết một lựa chọn khả thi là cấp cho người di cư Venezuela hiện trạng được bảo vệ tạm thời.
Vào ngày 20 tháng 4, Lasso đã gặp Tổng thống Lenín Moreno để bắt đầu các hoạt động chuyển tiếp từ chính quyền trước đó tại Cung điện Carondelet ở Quito. Moreno tuyên bố sẽ chuyển đổi một cách "kịp thời, minh bạch, trung thực và kỹ thuật". Lasso đã ban hành rằng các ưu tiên chính của ông sau khi nhậm chức sẽ là tăng tỷ lệ tiêm chủng COVID-19 trong nước, cam kết sẽ tiêm chủng cho 9 triệu người trong vòng 100 ngày đầu tiên ông nhậm chức. Ông đã nói chuyện với Tổng thống Chile Sebastián Piñera về việc vay vốn để mua vắc xin với sự hỗ trợ của Ngân hàng Phát triển Liên Mỹ. Lassos cho biết ông nhắm đến các cuộc đàm phán song phương với Nga, Trung Quốc, Hoa Kỳ, Liên minh châu Âu và Chile để cố gắng mua vắc xin.
Vào ngày 27 tháng 4, Lasso bổ nhiệm các thành viên đầu tiên trong nội các của mình, với các nữ công chức thống trị một số vị trí chính trị. Ông thề rằng sẽ đề cử càng nhiều phụ nữ vào nội các của mình càng tốt vì "phụ nữ phải ở các vị trí ra quyết định".
Vào ngày 14 tháng 5, Đảng Cơ đốc xã hội (PSC) tuyên bố rằng họ sẽ không còn ủng hộ Lasso hoặc chính phủ của ông vì đã không "tôn trọng" thỏa thuận lập pháp với Đảng Liên minh Hy vọng (UNES) tại Quốc hội. PSC nói rằng họ cảm thấy rằng chính phủ của Lasso sẽ "[bỏ qua] 47,5% người dân Ecuador đã bỏ phiếu cho UNES hoặc 49 nhà lập pháp của tổ chức này". Đảng Liên minh vì Hy vọng là đảng đối lập trong chính quyền của Lasso. Năm ngày sau, ông nhận được chứng chỉ với tư cách là Tổng thống lập hiến của Ecuador trước lễ nhậm chức của mình.

### Nhiệm kỳ tổng thống

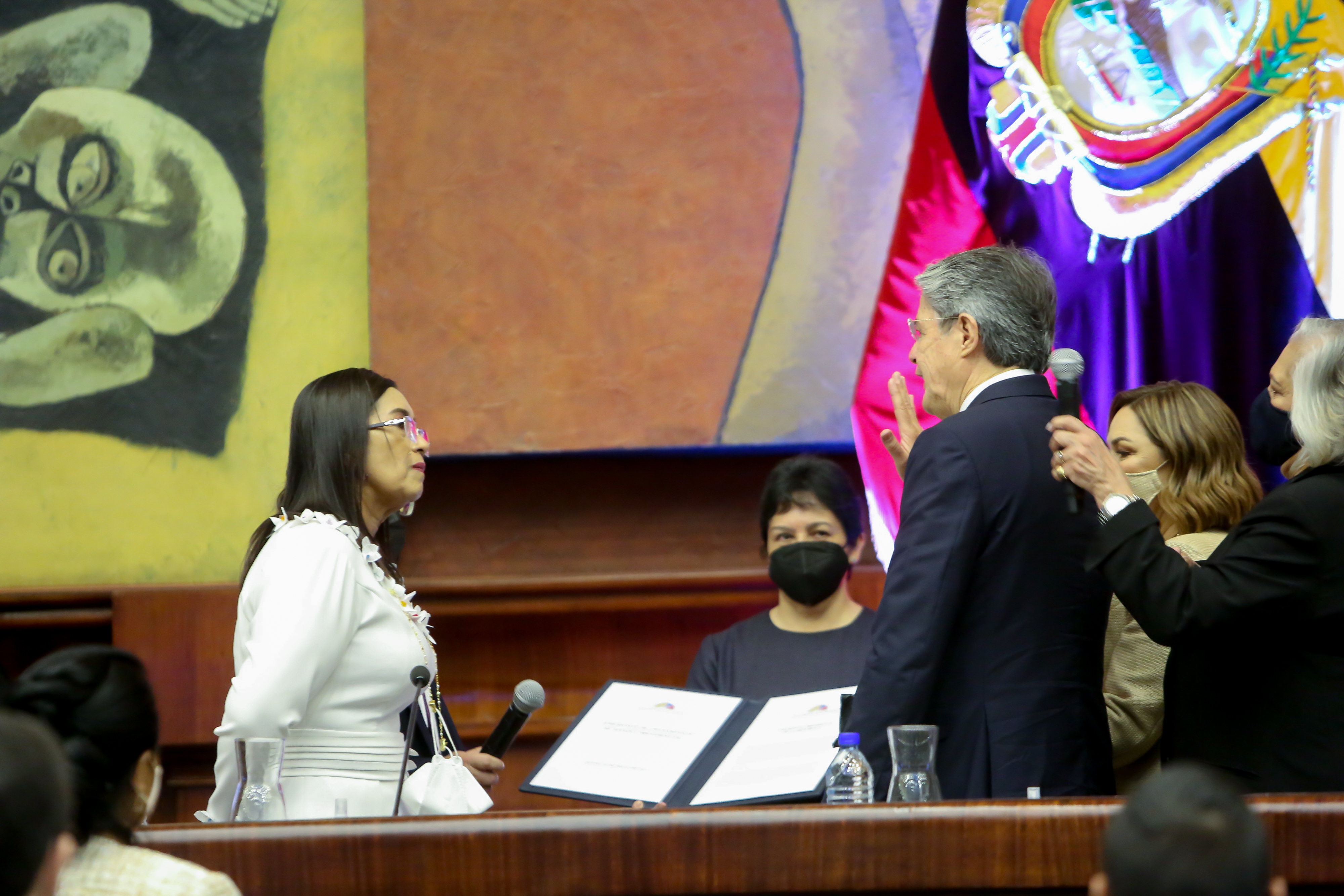
Lasso tuyên thệ nhậm chức

Lasso nhậm chức tổng thống thứ 47 của Ecuador vào ngày 24 tháng 5 năm 2021 tại Cung điện Carondelet ở Quito. Những người tham dự lễ nhậm chức của ông bao gồm: Tổng thống Dominica Luis Abinader, Tổng thống Brazil Jair Bolsonaro, Đại sứ Hoa Kỳ Michael J. Fitzpatrick, Vua Felipe VI của Tây Ban Nha, Tổng thống Haiti Jovenel Moïse, Phó Tổng thống Paraguay Hugo Velázquez Moreno, Ngoại trưởng Uruguay Francisco Bustillo, Lãnh đạo phe đối lập Tây Ban Nha , cựu Thủ tướng Tây Ban Nha José María Aznar, và cựu Tổng thống Colombia Andrés Pastrana Arango. Lasso trở thành tổng thống trung hữu đầu tiên của đất nước kể từ Gustavo Noboa, người đã phục vụ từ năm 2000 đến 2003.
Vào tháng 6 năm 2021, Lasso thông báo rằng Ecuador sẽ triển khai kế hoạch tiêm vắc-xin trong 100 ngày, nơi ông nhắm mục tiêu tiêm vắc-xin cho 9 triệu người và phục hồi nền kinh tế. Ông tuyên bố sẽ đàm phán với Nga để mua 18 triệu liều vắc xin Sputnik V COVID-19. Ông cũng cho biết quốc gia này đã mua được hơn một triệu liều vắc xin COVID-19 của Pfizer–BioNTech và Oxford–AstraZeneca. Lasso kêu gọi Liên hợp quốc tăng cường triển khai vắc xin ở nước này thông qua chương trình COVAX của họ. Vào tháng 8 năm 2021, trong khi thông báo phê duyệt mũi tiêm thứ ba cho những người có hệ miễn dịch yếu, chính quyền Lasso thông báo rằng 4,8 triệu người đã nhận hai liều vắc xin với gần 10 triệu người nhận một liều.

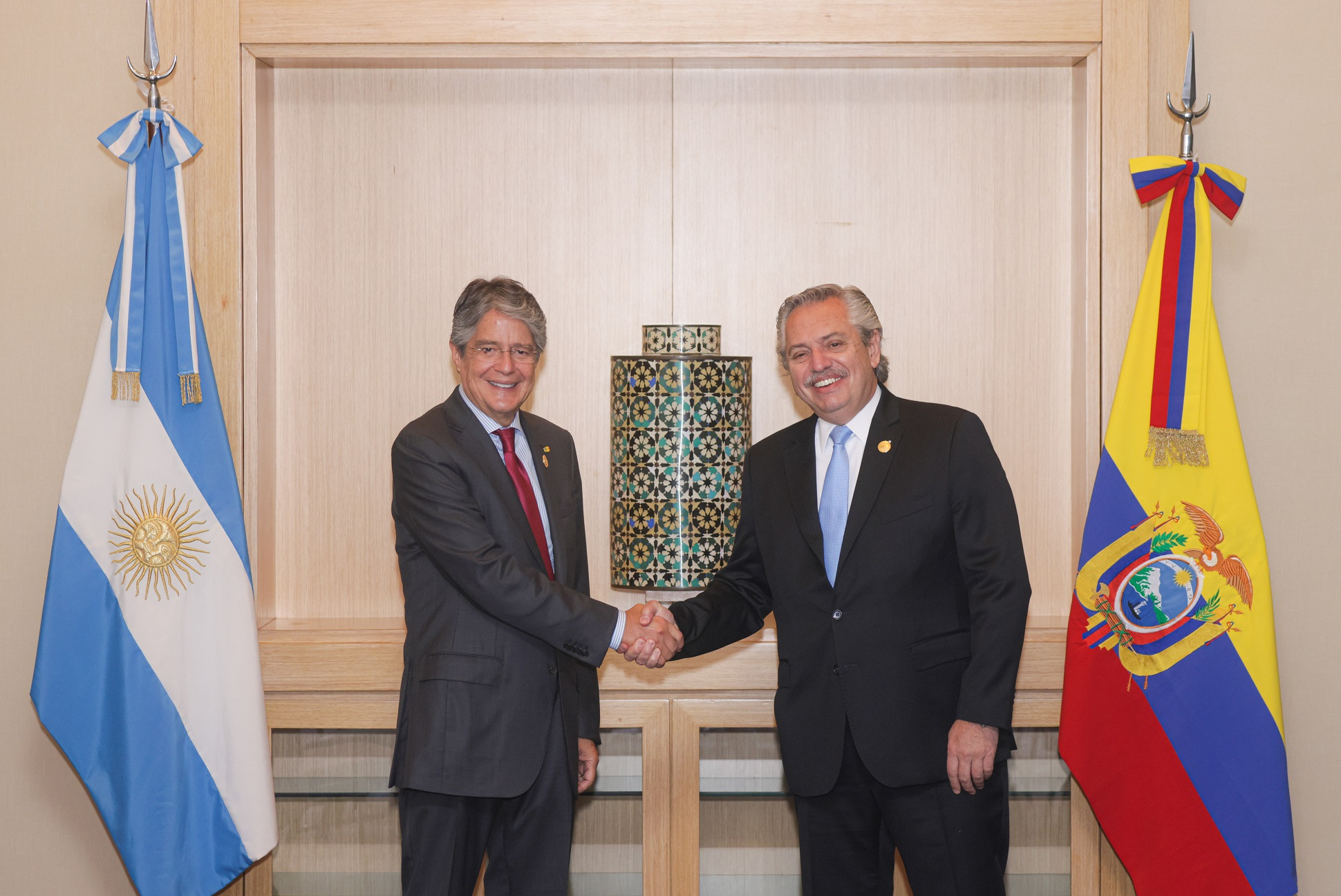
Lasso và Tổng thống Argentina Alberto Fernandez

Chính quyền của ông được coi là tương phản hoàn toàn với các chính phủ cánh hữu khác ở các quốc gia Nam Mỹ khác. Mặc dù được đánh giá tán thành cao, đảng chính trị của ông có rất ít hoặc không có tác động đến Quốc hội. Các đề xuất của ông về tư nhân hóa các nguồn lực nhà nước trong lĩnh vực dầu mỏ, mở rộng khai thác mỏ và cải cách lao động đã nhận được sự tán thành tiêu cực từ hội đồng. Vào tháng 8 năm 2021, Lasso đến thăm Tổng thống Mexico Andrés Manuel López Obrador để thảo luận về các thỏa thuận thương mại và để Ecuador được kết nạp vào Liên minh Thái Bình Dương. Cùng tháng đó, anh ấy đã giúp hoàn tất một thỏa thuận cho phép công dân của Ecuador, Colombia, Bolivia và Peru tìm việc làm và sinh sống ở bất kỳ quốc gia nào trong bốn quốc gia mà không cần sự bảo trợ đặc biệt.
Vào tháng 9 năm 2021, Lasso đã công bố một gói kinh tế trong đó ông đề xuất tăng thuế đối với những công dân giàu có nhất của đất nước. Kế hoạch của ông sẽ đánh thuế những cá nhân kiếm được hơn 25.000 đô la một năm hoặc khoảng 3,5% dân số lao động của đất nước. Trong khi phát biểu trước Đại hội đồng Liên Hợp Quốc cùng tháng đó, ông thông báo rằng ông đang đàm phán với Nga về việc thành lập phòng thí nghiệm vắc-xin Sputnik V ở Ecuador. Ông cũng đã đạt được thỏa thuận trị giá 1,5 tỷ USD với Quỹ Tiền tệ Quốc tế.

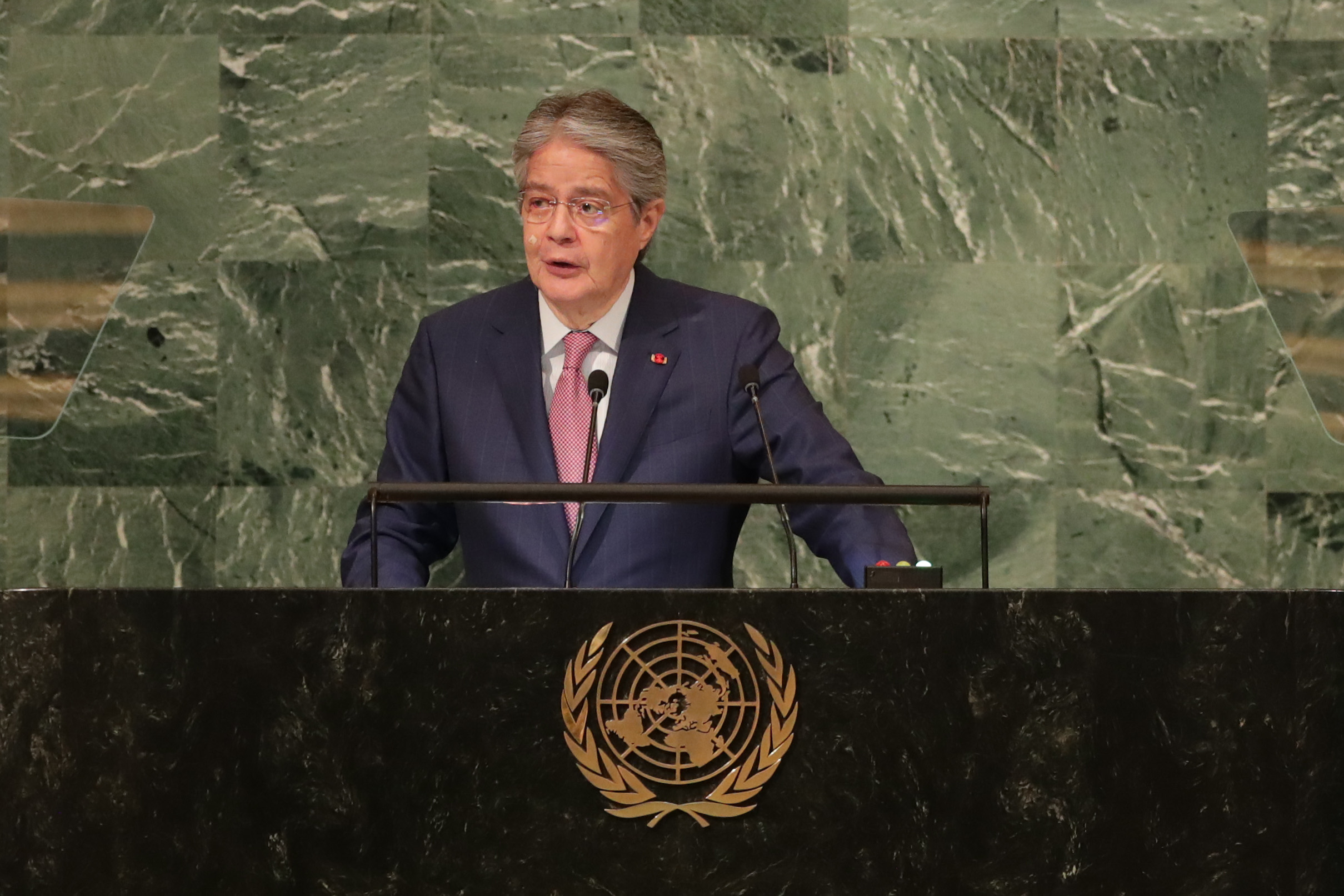
Lasso tại Đại hội đồng Liên Hợp Quốc năm 2022

Vào tháng 9 năm 2021, ông công bố khởi động Đạo luật Tạo cơ hội (CREO), được đặt tên theo đảng chính trị của ông, bao gồm cải cách thuế và nới lỏng luật lao động. Luật này kêu gọi giảm thuế VAT đối với một số sản phẩm, loại bỏ thuế thừa kế đối với con cái và vợ/chồng, loại bỏ thuế đối với các doanh nghiệp nhỏ, khiến cho việc tuyển dụng và giờ làm việc trở nên linh hoạt hơn đối với các công việc mới và tạo ra các khu vực thương mại tự do với các ưu đãi về thuế để thu hút đầu tư nước ngoài.
Vào tháng 10 năm 2021, Lasso có tên trong vụ rò rỉ Hồ sơ Pandora nơi Hiệp hội các nhà báo điều tra quốc tế (ICIJ) phát hiện ra rằng Lasso đã tạo ra một khuôn khổ "ở nước ngoài" để che giấu giá trị tài sản ròng thực tế của mình. Đáp lại vụ rò rỉ, Lasso thề sẽ hợp tác với ICIJ và nói rằng anh ta đã giải thể hợp pháp bất kỳ tài sản hoặc tài khoản nước ngoài nào trước khi vụ rò rỉ xảy ra và anh ta không có mối liên hệ nào với bất kỳ tài khoản nào có thể đang hoạt động. Sau vụ rò rỉ, một cuộc điều tra của Tổng chưởng lý của đất nước đã được tiến hành chống lại Lasso về khả năng gian lận thuế.
Vào tháng 10 năm 2021, các cộng đồng từ khu vực Amazon của Ecuador đã kiện Tổng thống Guillermo Lasso về kế hoạch mở rộng khai thác và khai thác nhiên liệu hóa thạch mà họ cho rằng sẽ đe dọa hàng triệu mẫu rừng nhiệt đới nguyên sơ và sự tồn tại của người dân bản địa. Việc mở rộng các hoạt động khai thác được đề xuất nhằm vào các khu vực xa xôi của rừng nhiệt đới, môi trường sống của những gì được cho là có mức độ đa dạng sinh học cao nhất trên hành tinh.
Vào ngày 19 tháng 10 năm 2021, Lasso đã ra lệnh ban bố tình trạng khẩn cấp quốc gia ở Ecuador do bạo lực liên quan đến ma túy gia tăng ở nước này. Điều này cũng được gây ra bởi cuộc bạo động chết người ở nhà tù Guayaquil xảy ra vài tuần trước đó. Trong khi ra lệnh huy động lực lượng cảnh sát, Lasso nói rằng "lực lượng vũ trang và cảnh sát sẽ được cảm nhận bằng vũ lực trên đường phố vì chúng tôi đang ban bố tình trạng khẩn cấp trên toàn lãnh thổ quốc gia". Tình trạng khẩn cấp kéo dài 60 ngày sẽ tập trung vào việc trấn áp các quan chức tham nhũng và buôn bán ma túy.
Vào tháng 12 năm 2021, một kiến nghị luận tội Lasso về những gì được tiết lộ trong Hồ sơ Pandora đã bị Quốc hội bác bỏ với 51 nhà lập pháp ủng hộ kiến nghị và 77 người khác phản đối. Một tuần sau, Lasso tuyên bố thành lập một ủy ban để điều tra và chấm dứt sự gia tăng các cuộc bạo loạn và bạo lực chết người trong nhà tù ở nước này.

### 2022

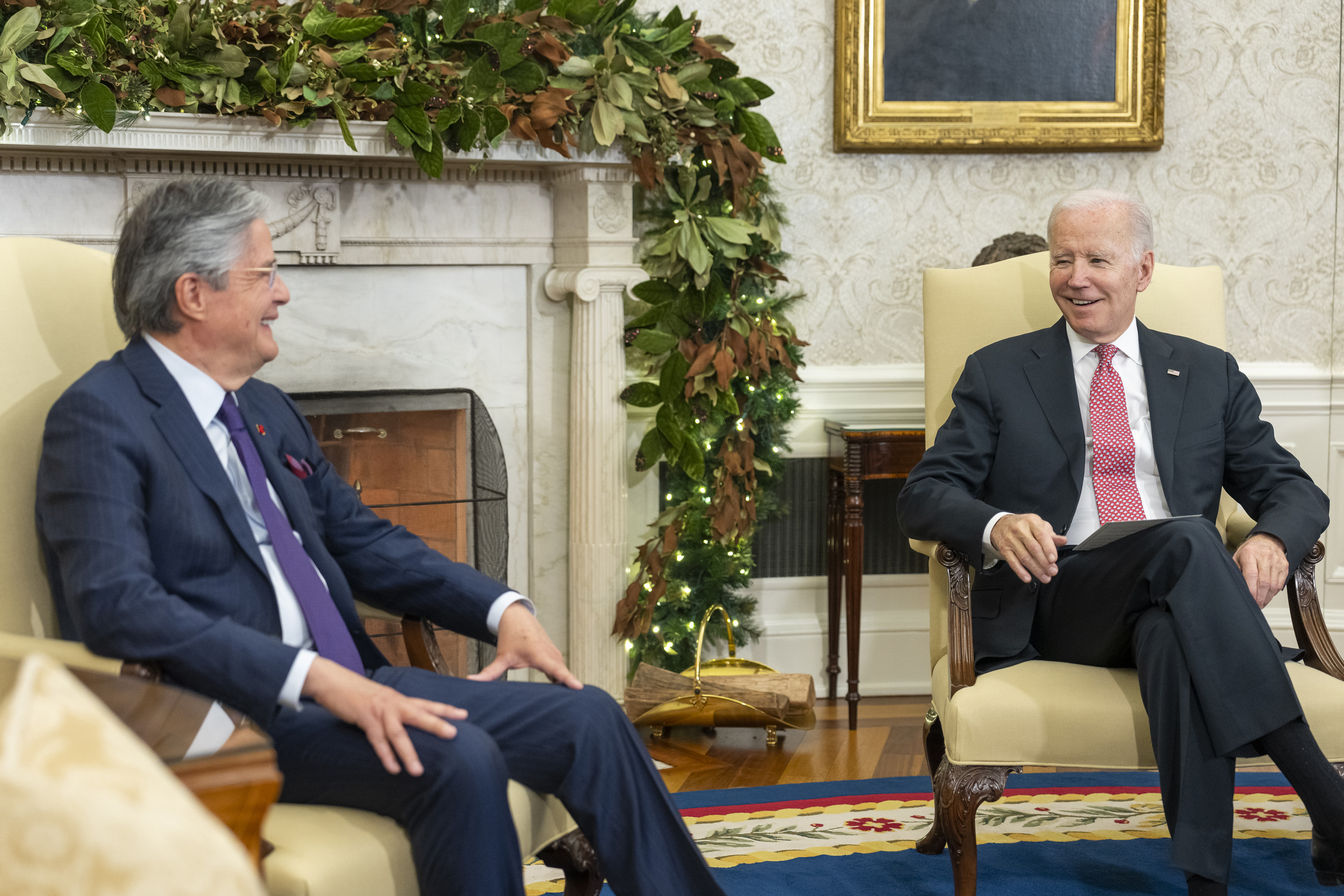
Lasso cùng Tổng thống Hoa Kỳ Joe Biden năm 2022

Sau cuộc xâm lược của Nga vào Ukraine vào tháng 2 năm 2022, Lasso nói rằng Ecuador sẽ ủng hộ lập trường của Liên hợp quốc và Tổ chức các quốc gia châu Mỹ trong việc lên án cuộc xâm lược đồng thời coi cuộc xâm lược là "sự xâm lược", tuy nhiên, ông nói rằng Ecuador không có kế hoạch đình chỉ quan hệ ngoại giao với Nga. Cùng tháng đó, Lasso đến thăm Bắc Kinh và gặp Chủ tịch Tập Cận Bình, nơi họ thảo luận về một thỏa thuận thương mại được ấn định vào cuối năm và đàm phán lại các cuộc đàm phán về nợ.
Vào tháng 3 năm 2022, Lasso bày tỏ sự quan tâm đến việc tái tranh cử trong cuộc bầu cử năm 2025.
Một loạt các cuộc biểu tình phản đối các chính sách kinh tế của Lasso, bắt đầu từ việc tăng giá nhiên liệu và thực phẩm, bắt đầu vào ngày 13 tháng 6 năm 2022. Lasso đã vấp phải tranh cãi sau khi anh ta đình chỉ liên lạc trên mạng xã hội về các cuộc biểu tình và cho phép các quan chức cảnh sát sử dụng vũ lực chết người đối với những người biểu tình. Để đáp lại điều này, một số thành viên của Quốc hội đã lên án Lasso và kêu gọi luận tội ông ta, quá trình này cuối cùng bắt đầu vào ngày 28 tháng 6 năm 2022 và kết thúc mà không có đủ số phiếu bầu cần thiết để loại bỏ ông ta. Lasso đã từ chối bắt đầu các cuộc đàm phán hòa bình với các nhà lãnh đạo cuộc biểu tình Bản địa để chấm dứt các cuộc biểu tình, điều này cũng dẫn đến sự lên án từ các thành viên hội đồng và các nhà lãnh đạo cuộc biểu tình.

### 2023

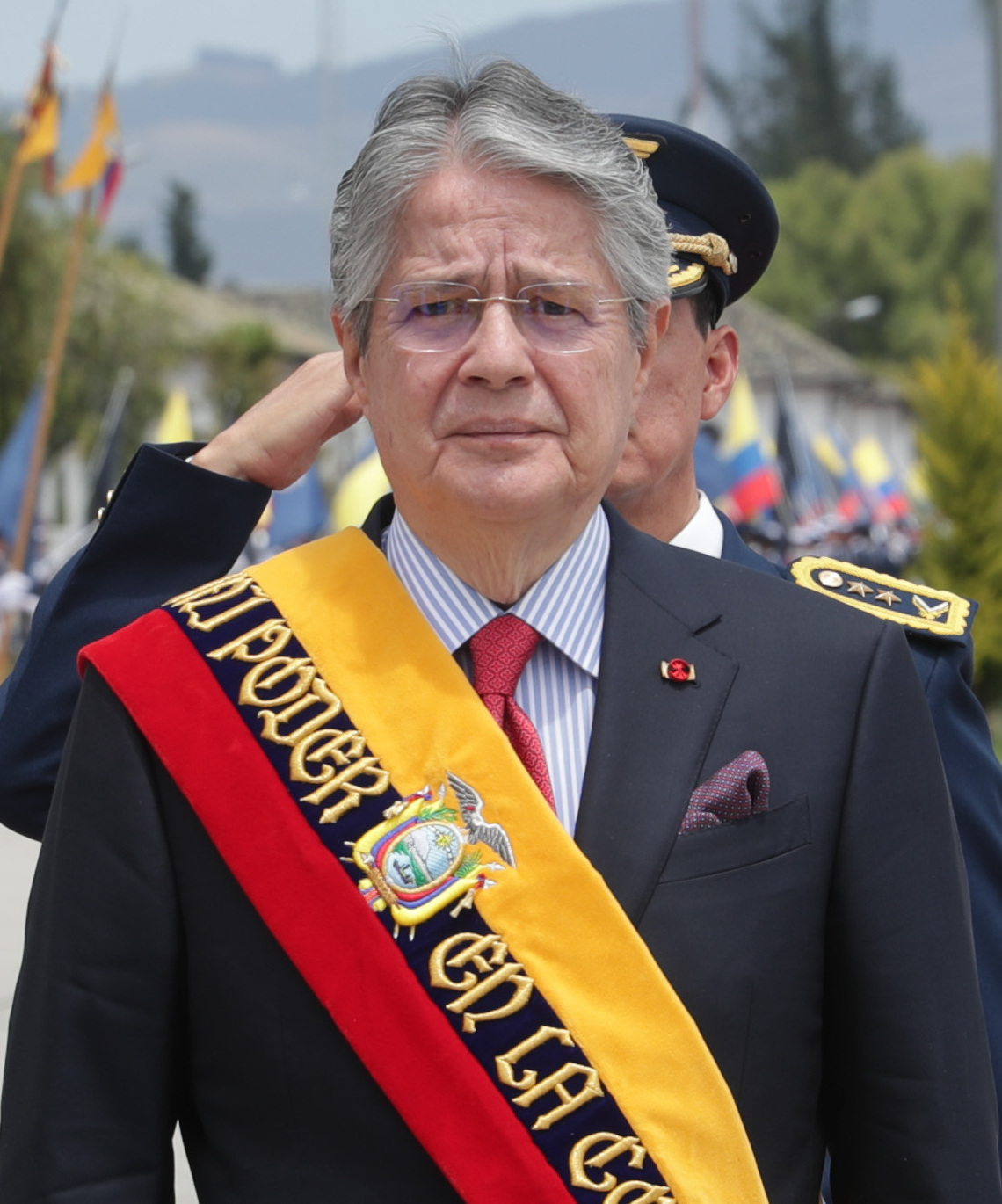
Lasso năm 2023

Một cuộc trưng cầu dân ý về hiến pháp được tổ chức vào ngày 5 tháng 2 năm 2023, cùng với cuộc bầu cử địa phương năm 2023 ở Ecuador. Các cử tri được yêu cầu chấp thuận hoặc từ chối tổng cộng tám câu hỏi xung quanh những thay đổi đối với Hiến pháp 2008. Ngay sau cuộc trưng cầu dân ý, Reuters, Al Jazeera, CNN en Español và Financial Times đã dự đoán thất bại của cả tám đề xuất của mình, với việc Lasso cuối cùng phải thừa nhận thất bại.
Vào tháng 4 năm 2023, ông ra sắc lệnh cho phép dân thường mang vũ khí trên đường phố và những nơi công cộng. Quyết định của tổng thống, được công bố mà không có tranh luận của quốc hội hoặc tham khảo ý kiến của các cơ quan đại diện, đã bị phần lớn xã hội bác bỏ. Liên đoàn các dân tộc bản địa Ecuador (CONAIE), tổ chức bản địa chính của nước này, coi đây là hành động "vô trách nhiệm" và lo ngại sự xuất hiện của các lực lượng dân quân bán quân sự cánh hữu như ở Colombia. Hiệp ước vì Trẻ em và Thanh thiếu niên, bao gồm một số hiệp hội và Cơ quan Giám sát Nghĩa vụ Nhân quyền, đã yêu cầu chính phủ hủy bỏ nghị định.

### Điều tra luận tội và giải thể chính phủ
Vào tháng 3 năm 2023, các phiên điều trần luận tội bắt đầu chống lại Lasso với tội danh tham ô, sau khi tòa án hiến pháp của Ecuador chấp thuận yêu cầu của các nhà lập pháp đối lập. Quốc hội đã bỏ phiếu mở cuộc điều tra nguyên thủ quốc gia sau khi một trang web tiết lộ sự tồn tại của hệ thống tham nhũng trong các công ty đại chúng do Danilo Carrera, anh rể của Lasso, thiết lập. Anh ta bị buộc tội đã biết về sự tồn tại của nó mà không phản đối nó. Báo La Posta sẽ phát hành đoạn ghi âm của Rubén Cherres, một cộng sự của Carrera, trong đó Cherres được nghe trong đoạn ghi âm nói rằng ông đã cung cấp 1,5 triệu đô la trong cuộc tổng tuyển cử ở Ecuador năm 2021 cho chiến dịch tranh cử tổng thống của Lasso. Các cuộc điều tra sau đó báo cáo rằng Cherres đã cung cấp mối liên hệ giữa mafia Albania và Lasso, cụ thể là hoạt động buôn bán ma túy. Vào ngày 24 tháng 2, tổng chưởng lý đã công bố một cuộc điều tra mới về việc Lasso bác bỏ cuộc điều tra của cảnh sát về mối quan hệ của Cherres với một đường dây buôn bán ma túy. Các cáo buộc cáo buộc rằng Lasso đã gây áp lực với chỉ huy cảnh sát bang và giám đốc ma túy để che giấu báo cáo điều tra.
Vào tháng 3 năm 2023, các phiên điều trần buộc tội bắt đầu chống lại Lasso với tội danh tham ô, sau khi tòa án hiến pháp của Ecuador chấp thuận yêu cầu của các nhà lập pháp đối lập. Quốc hội đã bỏ phiếu mở cuộc điều tra nguyên thủ quốc gia sau khi một trang web tiết lộ sự tồn tại của hệ thống tham gia phản đối trong các công ty đại chúng do Danilo Carrera, ông chủ của Lasso, thiết lập. Anh ta buộc tội đã biết về sự tồn tại của nó mà không phản đối nó. Báo La Posta sẽ phát hành đoạn ghi âm của Rubén Cherres, một cộng sự của Carrera, trong đó Cherres được nghe trong đoạn ghi âm nói rằng ông đã cung cấp 1,5 triệu đô la trong cuộc tổng tuyển cử ở Ecuador năm 2021 cho chiến dịch tranh cử tổng thống của Lasso. Cuộc điều tra sau đó đưa tin rằng Cherres đã cung cấp mối quan hệ giữa mafia Albania và Lasso, cụ thể là hoạt động buôn bán ma túy. Vào ngày 24 tháng 2, tổng giám đốc đã công bố một cuộc điều tra mới về việc Lasso bác bỏ cuộc điều tra của cảnh sát về mối quan hệ của Cherres với một đường dây buôn bán ma túy. Các cáo buộc buộc rằng Lasso đã gây áp lực với việc chỉ huy cảnh sát bang và giám đốc ma túy để che giấu báo cáo điều tra.
Vào ngày 29 tháng 3, Tòa án Hiến pháp đã xác nhận yêu cầu của quốc hội với 6 phiếu bầu trên 3 phiếu. Doanh nhân Rubén Cherres, được coi là nhân chứng chính trong vụ án, đã bị sát hại hai ngày sau đó vào ngày 31 tháng Ba. Mặc dù ông không giữ chức vụ chính thức nào trong chính quyền Lasso, nhưng một số cựu quan chức cho rằng Carrera đóng vai trò cố vấn quan trọng cho tổng thống và là một nhân vật quyền lực trong dinh tổng thống. Đặc biệt, ông đã tháp tùng Lasso trong chuyến đi tới Washington vào tháng 12 năm 2022.
Lập luận chính để luận tội Lasso là tham ô và bỏ qua những bất thường trong hợp đồng giữa một công ty vận tải nhà nước và một công ty chở dầu. Tòa án Hiến pháp đã phê chuẩn cáo buộc tham ô đối với Lasso, nhưng bác bỏ hai cáo buộc hối lộ vào tháng 5 năm 2023.
Vào ngày 16 tháng 5 năm 2023, Quốc hội chính thức bắt đầu thủ tục luận tội Lasso. Trong lời khai của mình, Lasso gọi thủ tục luận tội là có động cơ chính trị. Tuy nhiên vào ngày hôm sau, Lasso đã giải tán Quốc hội, viện dẫn một biện pháp hiến pháp được gọi là muerte cruzada, đưa ra các cuộc bầu cử lập pháp và tổng thống. Đây là lần đầu tiên một tổng thống Ecuador sử dụng biện pháp hiến pháp này để tránh bị luận tội.
Vào ngày 19 tháng 5, trong một cuộc phỏng vấn với The Washington Post, Lasso cho biết ông không có kế hoạch tranh cử trong cuộc tổng tuyển cử sắp tới.

### Sự tín nhiệm
Lasso bắt đầu nhiệm kỳ tổng thống của mình với tỷ lệ tán thành là 71%, theo một cuộc khảo sát của CEDATOS vào tháng 6 năm 2021. Vào tháng 8 năm 2021, một cuộc khảo sát của Foreign Policy cho thấy tỷ lệ tán thành của ông là 73%. Foreign Policy lưu ý rằng tỷ lệ tán thành cao của ông chủ yếu là do phản ứng của chính quyền ông đối với đại dịch COVID-19. Cuộc thăm dò tương tự cho thấy 78% người dân Ecuador tán thành cách điều hành của ông. Vào tháng 9 năm 2021, Lasso được Bloomberg News báo cáo là có tỷ lệ tán thành 75%. Kể từ đó, xếp hạng đã giảm xuống khi một cuộc thăm dò vào tháng 5 năm 2022 cho thấy tỷ lệ tán thành là 38,5% và 54,6% không tán thành Lasso. Vào tháng 6 năm 2022, tỷ lệ chấp thuận của nó là 17%.
Vào năm 2023 giữa những lời kêu gọi luận tội ông, chính quyền của Lasso có tỷ lệ tán thành là 13,93% và tỷ lệ không tán thành là 51,89%.

## Vị trí chính trị

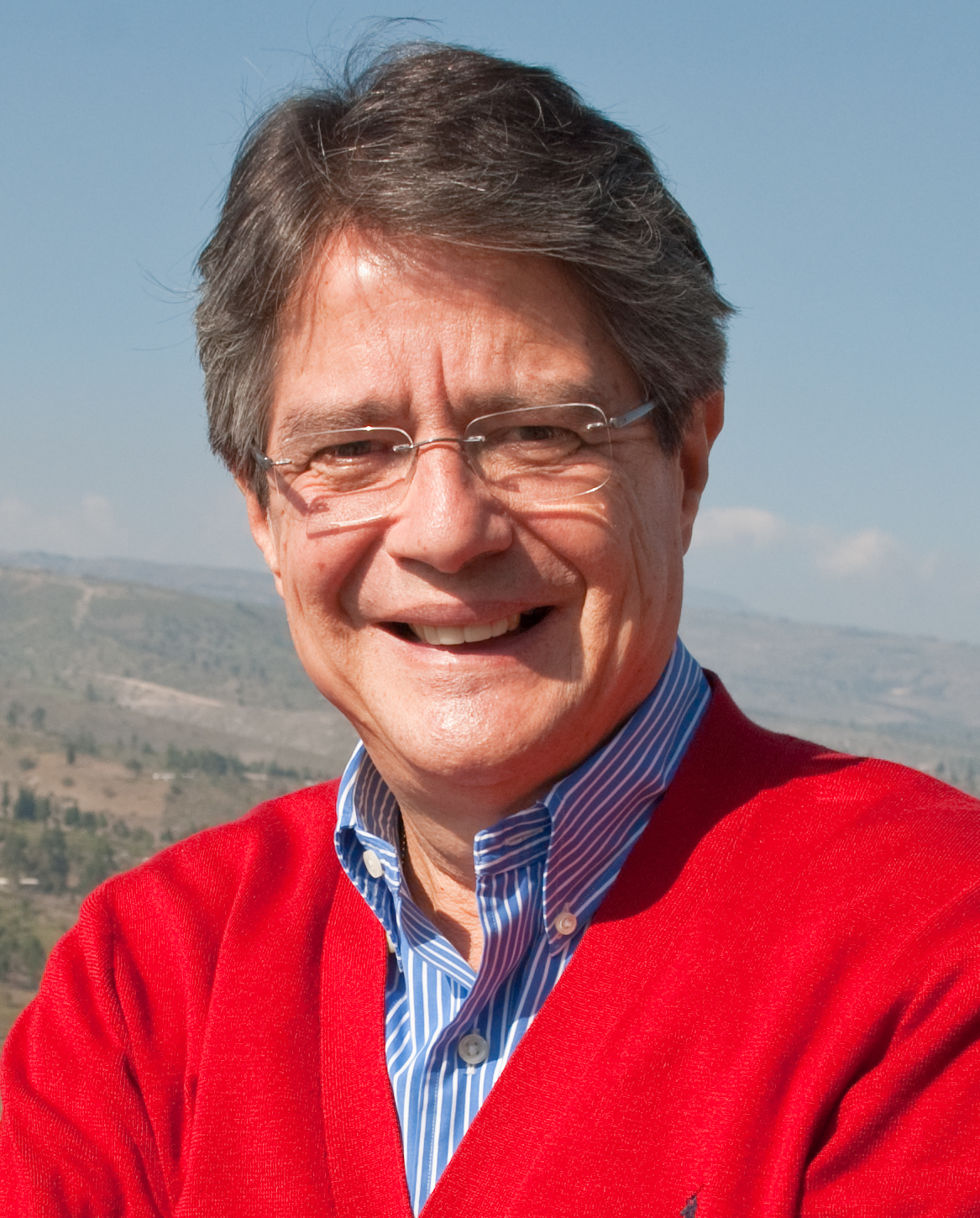
Lasso năm 2013

Lasso nói rằng "cuộc sống đã khiến ông trở nên phóng khoáng". Tuy nhiên, khi được hỏi liệu ông có xác định với thuật ngữ đó hay không, anh ấy trả lời rằng ông không đặt mình trên bất kỳ nền tảng ý thức hệ nào, mà tin vào "những ý tưởng tốt". Ông trả lời theo cách tương tự khi được hỏi liệu ông đến từ bên phải hay bên trái. Chương trình nghị sự công khai của ông bao gồm các điểm tự do cổ điển như bảo vệ sự phân chia quyền hạn để hạn chế chính phủ và các quyền cơ bản như tự do báo chí.
Ông cũng bày tỏ ủng hộ việc giảm thuế, nợ nhà nước và tăng lương tối thiểu với mục tiêu đã công bố là tăng năng suất và việc làm trong khu vực tư nhân. Về thuế dòng vốn ra, ông cho rằng đó là thuế đánh vào thu nhập vốn và ông đã cam kết loại bỏ ít nhất chín loại thuế nếu đắc cử tổng thống. Lasso cũng bị cáo buộc hỗ trợ giảm mức lương tối thiểu từ 400 đô la mỗi tháng vào năm 2020 xuống còn 120 đô la mỗi tháng; tuy nhiên, đó là một tuyên bố được đưa ra ngoài ngữ cảnh trong một cuộc phỏng vấn mà anh ấy đưa ra vào tháng 3 năm 2020 giữa đại dịch, đồng thời đề xuất để các doanh nghiệp tuyển dụng những bà mẹ đơn thân nghèo thất nghiệp để ít nhất họ cũng có thu nhập.
Lasso là một phụ tá của Opus Dei. Về việc phá thai, ông đã nói một cách chung chung rằng anh ấy "tin vào sự sống từ khi thụ thai và đó là nguyên tắc mà tôi sẽ không thay đổi". Vào tháng 4 năm 2021, khi Tòa án Tối cao ra phán quyết ủng hộ việc phá thai trong các vụ hiếp dâm, Lasso nói rằng ông "hoàn toàn tôn trọng" phán quyết và thề sẽ tôn trọng các nhánh chính trị riêng biệt.
Về các vấn đề khác như hôn nhân giữa những người cùng giới tính, anh ấy nói rằng anh ấy ủng hộ việc cho phép kết hợp dân sự nhưng phân biệt nó với hôn nhân thông thường. Về vấn đề nhập cư, ông đã đề xuất các biện pháp kiểm soát đối với những người có tiền án, nhưng để tạo điều kiện cho người nước ngoài nhập cảnh vì lý do du lịch, đầu tư hoặc nhân đạo. Về việc hợp pháp hóa ma túy, ông khẳng định rằng cần có một cuộc tranh luận quốc gia để đề xuất các giải pháp thay thế khi đối mặt với thất bại của cuộc chiến chống ma túy; về các vấn đề bảo tồn môi trường, ông tuyên bố rằng ông sẽ giữ cho khu bảo tồn Yasuní Amazon không bị khai thác dầu.
Anh ta cũng tuyên bố mình là kẻ thù của chủ nghĩa xã hội thế kỷ 21 được thúc đẩy từ Venezuela và Cuba, có chương ở Ecuador xác định với Cách mạng Công dân do Rafael Correa lãnh đạo. Lasso đã gọi ALBA là "đế chế thế giới thứ ba". Đáp lại những lời chỉ trích của ông đối với các biện pháp và diễn ngôn chống chủ nghĩa tư bản của chính phủ Ecuador, Tổng thống Correa cùng các quan chức và thành viên khác của Alianza PAIS đã chất vấn Lasso bằng cách miêu tả ông là đại diện của các lực lượng chính trị cai trị Ecuador trước khi đảng của ông lên nắm quyền vào năm 2007 , đồng thời chỉ ra rằng các đề xuất về thuế của Lasso là vô trách nhiệm với ngân sách nhà nước. Ngoài ra, Tổng thống Rafael Correa tuyên bố Lasso đã nhúng tay vào cuộc khủng hoảng tài chính của Ecuador năm 1999.
Vào tháng 4 năm 2022, trong chuyến thăm chính thức tới Argentina, Lasso đã bày tỏ lập trường của mình liên quan đến tranh chấp chủ quyền Quần đảo Falkland, bày tỏ sự ủng hộ đối với lập trường của Argentina, nói rằng "Ecuador ủng hộ luận điểm của Argentina về Quần đảo Malvinas" và rằng Ecuador sẽ "luôn ủng hộ Argentina". trong yêu sách của mình".